# Amblypteridae
Amblypteridae es una familia extinta de peces actinopterigios prehistóricos del filo Chordata.

## Géneros
- † Amblypterus Agassiz, 1833
- † Lawnia Wilson, 1953[2]
- † Tchekardichthys Prokófiev, 2005 [3]